# ラドクリフ・カメラ
ラドクリフ・カメラ（英語: Radcliffe Camera）はイギリスオックスフォード大学の図書館の一部。口語でラドカム（Rad Cam）、あるいは1930年代には「オックスフォードの-er」 (Oxford "-er") 式にラダー（Radder）と呼ばれていた。
設計はジェームス・ギブス (James Gibbs) 。英国風パラディオ式の建物である。オックスフォード大学のラドクリフ科学図書館として、1737年から1749年にかけて建設された。現在は閲覧室として使われている。
なお、カメラとはラテン語で「丸天井の部屋」を意味する。（写真機の意味はそこから派生したもの。）

## 歴史
ウィリアム3世からメアリー2世の治世に活躍した医師、ジョン・ラドクリフ (John Radcliffe) は、自身の死の2年前である1712年に、オクスフォードの新図書館建設を企画した。17世紀に作られたボドリアン図書館を、セルデン・エンド（Selden End）から西に拡張するというものであった。

建設は、ラドクリフの遺言に基づき、ラドクリフの遺産を使って行われた。ただし、建設された場所は、ラドクリフの希望した場所とは異なっている。1714年12月8日に作られた遺言書には、
私の指定遺言執行者は、建設費として10年間に4万ポンド、つまり1年あたり4千ポンドを提供し、提供開始は私の姉妹2人が死んだ後になされ、建物は私が図書館建設に向いていると判断したセントマリースとキャットストリートの建物の間（between St Maries and the scholes in Catstreet）に作られ、図書館司書には毎年150ポンドが支払われ、図書購入費として可能な限り1年に100ポンドが支払われるであろう。
とされていた。
しかしながら、キャット・ストリートに面する土地の多くは校舎や庭、ブレーズノーズ・カレッジの建物の一部、ブラックホール（Black Hall）など多くの建物によってすでに使用が計画されており、その計画のいくつかには大学自身が関与していた。特にブレーズノーズは計画中の土地を明け渡すのであれば、代わりにハイ・ストリート沿いに同じ面積の土地を提供するよう求めた。そのため、ラドクリフ・カメラ建設責任者はこれらの権利者と交渉をせねばならなかった。1720年の議員立法 (Acts of Parliament in the United Kingdom) で、図書館建設のためであればどのような組織にでも大学の土地を売却できることが決まったが、計画から建設地の決定までには20年以上を要した。
建設事業はオックスフォード大学クライスト・チャーチの学部長フランシス・アテルバリー (Francis Atterbury) によって進められた。エクスター・カレッジ (Exeter College, Oxford) の敷地に90フィート（27メートル）の建物として建設し、地下階はエクスター・カレッジ用の図書館、地上階はラドクリフ図書館として計画された。
設計者の選定は1720年初頭から始まった。クリストファー・レン、ジョン・ヴァンブルグ (John Vanbrugh) 、トーマス・アーチャー (Thomas Archer) 、ジョン・ジェームス (John James) 、ニコラス・ホークスムア (Nicholas Hawksmoor) 、ジェームス・ギブス (James Gibbs) らの名が挙がった。結局1734年、ホークスムアとギブスに計画立案するよう要請が出され、ホークスムアはボドリアン図書館用の木造建築物を担当し、ギブスがラドクリフ・カメラの建物を担当した。ニコラス・ホークスムアが作った詳細な計画書は、現在はアシュモレアン博物館に収められている。
1737年5月17日、建設のための財団が設立された。建設の経緯はギブスの著書 Bibliotheca Radcliviana や、財団議事録、建設ノートに記載されている。その一部を挙げると、
オックスフォードのウィリアム・タウンセンド氏とウォリックのウィリアム・スミス氏が石工、ジョン･フィリップ・ジュニア氏が大工兼指物師 (Joiner) 、ジョージ・デヴァル氏が配管工、タウンセントジュニア氏が石材彫刻家、ロングエーカー (Long Acre (street)) のリネル氏が木材彫刻家、イタリアのアルタリ氏が左官、マイケル・ライスブラック氏が大理石像の彫刻家、ブラックレー氏が錠前屋として選ばれた
と書かれている。ウィリアム・スミスの父フランシスも石工に選ばれていたが、建設開始後間もない1738年に亡くなっている。1739年、ジョン・タウンセンドが父の死後仕事を引き継いでいる。
1748年に完成し、管理人兼司書が任命された。1749年4月に記念式典が催され、物理学図書館としてスタートした。最初の60年間は科学以外の蔵書も集められたが、1811年以降に自然科学に関する書籍の収集に特化するようになった。19世紀前半には貨幣、大理石彫刻、枝付き燭台 (Candelabra) 、胸像、石膏像なども集められたが、後に別の場所に移されている。1909年から1912年にかけて、ボドリアン図書館につながる地下通路が建設された。2つの図書館を結ぶ構想は、1861年にボドリアン図書館長だったヘンリー・アクランド (Henry Acland) などからも提案されていた。
その後、物理学の蔵書が別の建物に移されて、ラドクリフ・カメラはボドリアン図書館の附属閲覧室となった。建物と隣接している土地の保有権も、1927年にラドクリフ財団から大学へと移された。上階閲覧室にはマイケル・ライスブラック (John Michael Rysbrack) が作ったジョン・ラドクリフの6フィートの大理石像が置かれている。現在置かれている蔵書は英文学、歴史、神学に関するものである。また、地下の書庫には約60万冊の在庫がある。

## 建物

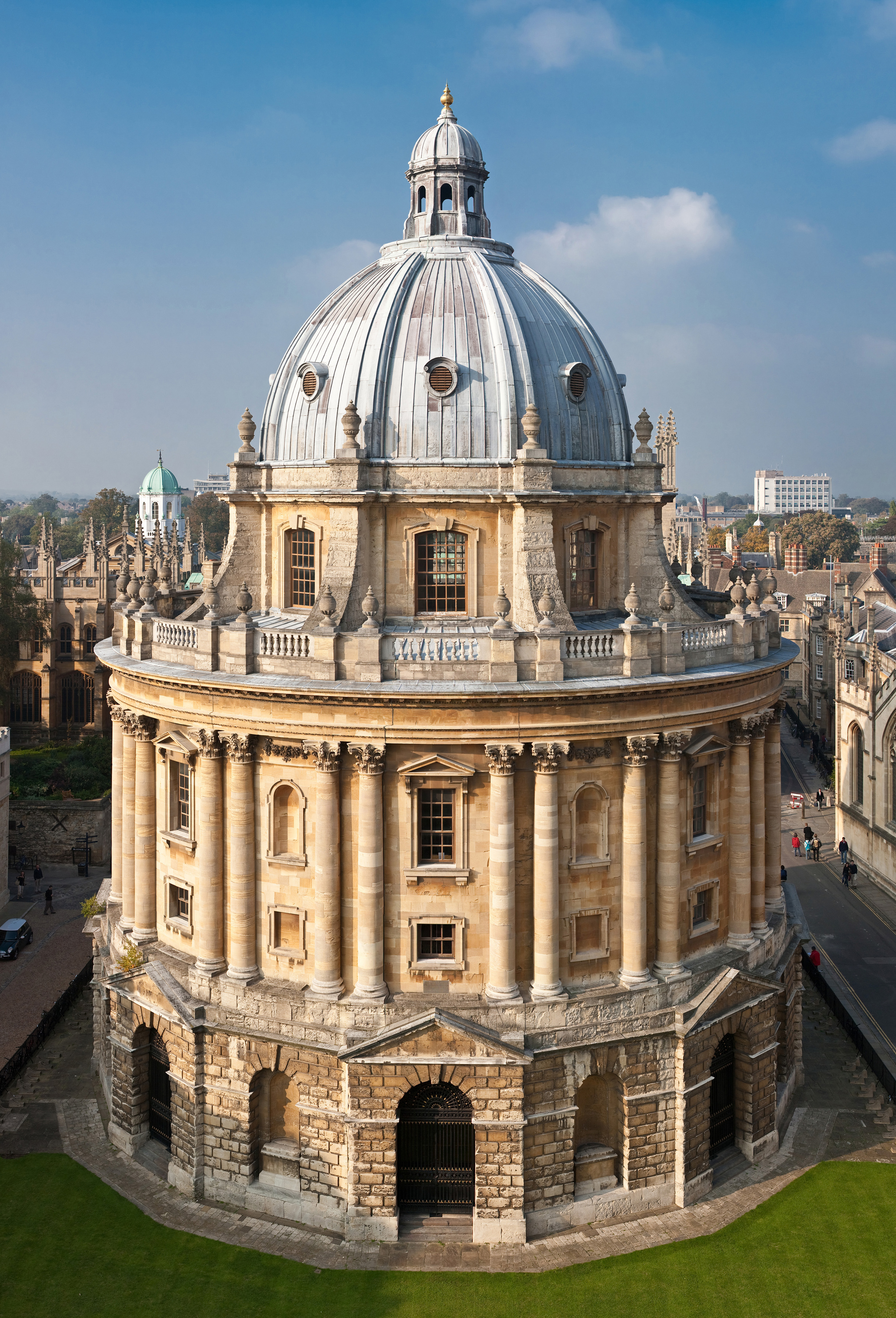
大学教会から見たラドクリフ･カメラ

建物は、イングランドの円形図書館として最初期のものである。大きく地上階（Upper camera）と地下階（Lower camera）の2つに分けることができる。上部のドーム部分の下は、地上階の床まで吹き抜けとなっており、その周囲の部分が2階立て構造になっている。吹き抜け部の周囲は8本のコリント式の柱で支えられている。地上階の2階部分と中央吹き抜けとの間は、手すり子であしらわれた柵で区切られている。地上階2階には美術品展示部分もある。地下階は切石積み構造 (Rustication (architecture)) になっている。切石 (ashlar) として使われている石はヘディントン (Headington) とバーフォードから運ばれたものである。ドーム部分は鉛で覆われている。原案では石のドームだったが、2メートルほど作られた時点で現在の形に変更された。当初は内部の壁とドームが調和していないとされ、後に彫刻された石と置き換えられた。ドームの一部装飾は石膏で作られている。

## 文学作品等での登場
- J・R・R・トールキンの小説『指輪物語』に登場するヌーメノール時代のサウロンの寺院は、ラドクリフ・カメラをモデルとしている[4]。同じくトールキンのThe Notion Club Papersにも登場する。
- エリザベス・コストヴァ (Elizabeth Kostova) の小説『ヒストリアン』にも登場する。
- 映画『ヤング・シャーロック/ピラミッドの謎』（1985年）、『アヘン戦争』（Opium Wars、1997年）、『セイント』（1997年）、『レッド・バイオリン』（1998年）[5]、『ライラの冒険 黄金の羅針盤』（2008年）に登場する。
- テレビシリーズ『主任警部モース』 (Inspector Morse) にも登場する。